# Blaisy-Bas
Blaisy-Bas è un comune francese di 709 abitanti situato nel dipartimento della Côte-d'Or nella regione della Borgogna-Franca Contea.

## Società

### Evoluzione demografica
Abitanti censiti